# محمدجواد شمس
محمد جواد شمس (زاده ۱۳۳۷ قم) مدیر اجرایی ایرانی است، که هم‌اکنون به‌عنوان مدیرعامل شرکت مهندسی و ساختمان صنایع نفت فعالیت می‌کند. وی همچنین رئیس هیئت مدیره شرکت مدیریت طرح‌های صنعتی ایران است. وی در فاصله سالهای ۱۳۸۹ تا ۱۳۹۵ مدیرعامل شرکت خدمات نفتی پتروپارس بود و از ۱۳۸۰ تا ۱۳۸۹ به‌عنوان مجری طرح فازهای ۶، ۷ و ۸ پارس جنوبی در شرکت نفت و گاز پارس فعالیت می‌کرد.